# Museo casa Don Bosco (Valdocco)
Il Museo Casa Don Bosco ha sede presso la Casa Madre dei Salesiani all’interno del complesso di Valdocco di Torino, in Italia. Il cuore del museo è rappresentato dalle cosiddette Camerette di Don Bosco, gli ambienti nei quali San Giovanni Bosco (1815-1888) visse, morì e diede origine alla Congregazione Salesiana. Dal 2019 sono iniziati dei lavori di rifacimento dell’area espositiva e la casa museo ha aperto ufficialmente al pubblico nell’ottobre del 2020 .

## Esposizione
Il percorso espositivo è composto da:
- Piano interrato: con cucina, refettori e cantina.
- Piano terra: con la biglietteria, guardaroba, esposizione dei mestieri e porticato della Buonanotte.
- Piano primo: dedicata allo sviluppo architettonico di Valdocco e ai primi collaboratori (Don Giuseppe Cafasso, Don Giovanni Borel, Don Giovanni Battista Lemoyne, Don Giulio Barberis, Don Paolo Albera, Don Michele Rua e Don Giovanni Cagliero)
- Secondo piano: Camerette di Don Bosco con oggetti ed arredi originali, missione e santità salesiana.

## Mostre temporanee
Oltre alle collezioni permanenti, la casa museo organizza anche mostre temporanee, presentando opere provenienti dai propri depositi e ottenute tramite prestiti da altri musei .

## Organizzazione
Dalla sua apertura nell’ottobre 2020 fino al dicembre 2022, la direzione del museo è stata affidata alla dott.ssa Stefania De Vita, laureata in Storia dell’Arte. In seguito alle sue dimissioni, è stata indetta una procedura selettiva pubblicata nel marzo 2023, al termine della quale è stata nominata come nuova direttrice la dott.ssa Ana Martín García, PhD in Storia dell’Arte, in carica dal luglio 2023.
Dal 2020, il vicedirettore e responsabile per la parte pastorale del museo è il salesiano don Michael Pace .

## Statistiche
Sotto la direzione della dott.ssa Martín García è stato effettuato per la prima volta il conteggio dei visitatori e la relativa pubblicazione dei dati .
A partire dal 2024, tali dati sono resi pubblici e fanno parte dell’Osservatorio Culturale del Piemonte.
| Anno | Visitatori |
| 2020 | -          |
| 2021 | 10.073     |
| 2022 | 24.221     |
| 2023 | 28.449     |
| 2024 | 41.052     |
| 2025 |            |